# 莱比锡地区县
莱比锡地区县（Landkreis Leipziger Land）是德国萨克森州西北部曾经的一个县，隶属于莱比锡行政区，首府博尔纳。2008年8月1日，莱比锡地区县与穆尔德河谷县和合并为莱比锡县。

## 地理
莱比锡地区县北面与代利奇县和莱比锡市，东面与穆尔德河谷县，东南面与米特韦达县，南面与图林根州的阿尔滕堡县，西面与萨克森-安哈尔特州的布尔根兰县和萨勒县相邻。